# Roncherolles-sur-le-Vivier
Roncherolles-sur-le-Vivier är en kommun i departementet Seine-Maritime i regionen Normandie i norra Frankrike. Kommunen ligger i kantonen Darnétal som tillhör arrondissementet Rouen. År 2022 hade Roncherolles-sur-le-Vivier 1 255 invånare.

## Befolkningsutveckling
Antalet invånare i kommunen Roncherolles-sur-le-Vivier
| Referens: INSEE |